# Reuben Fenton

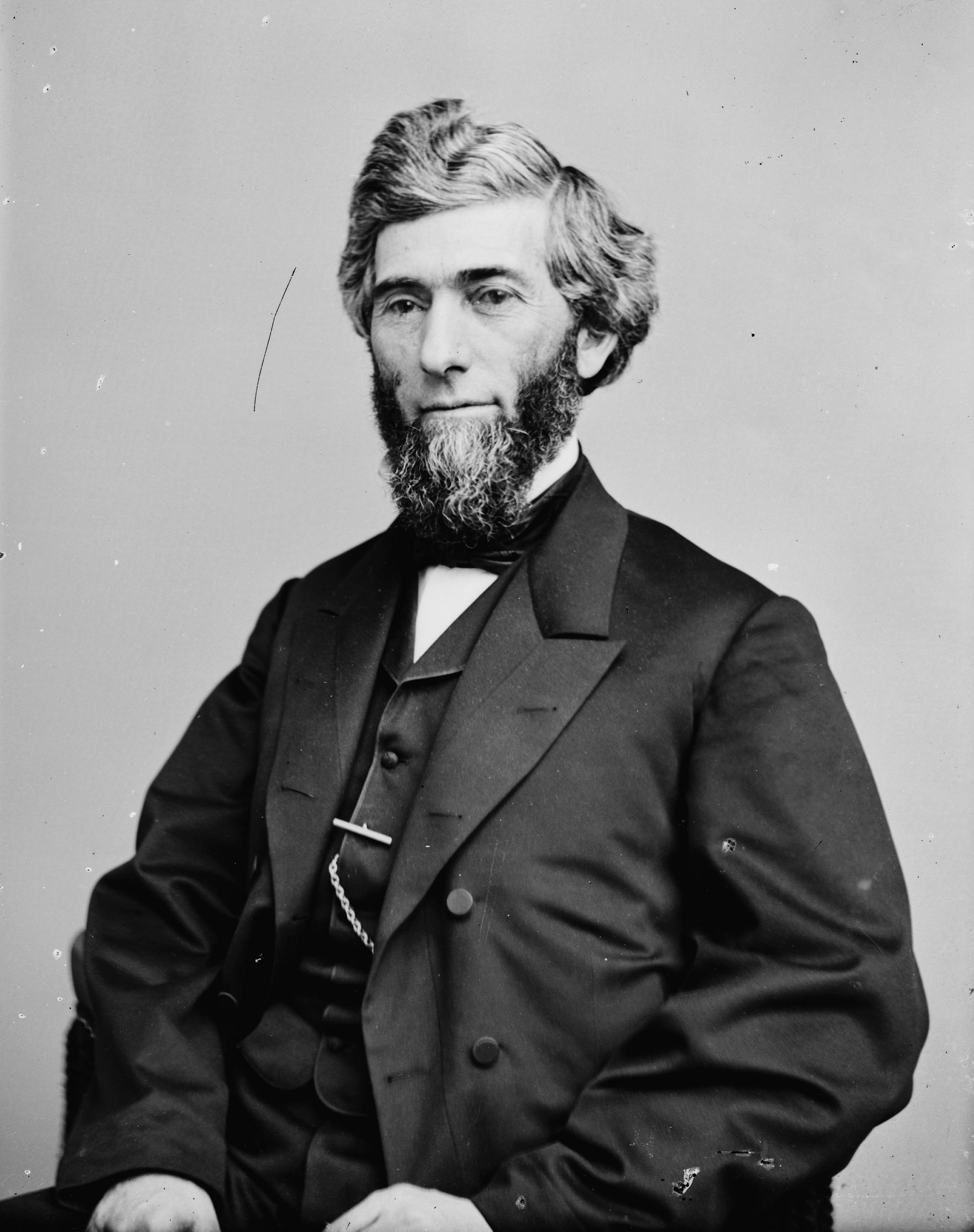
Reuben Fenton

Reuben Eaton Fenton, född 4 juli 1819 i Chautauqua County, New York, död 15 augusti 1885 i Jamestown, New York, var en amerikansk politiker.
Fenton inledde sin politiska karriär som demokrat. Han var först ledamot av USA:s representanthus från delstaten New York 1853-1855. Han gick med i det nya Republikanska partiet och var på nytt ledamot av representanthuset 1857-1864. Han var guvernör i New York 1865-1868 och ledamot av USA:s senat 1869-1875.
Fenton var en motståndare till slaveriet och en av Abraham Lincolns vänner. Han var tilltänkt som republikanernas vicepresidentkandidat i 1868 års presidentval, men han blev senator i stället och Schuyler Colfax valdes till USA:s vicepresident. Fenton var en av de motståndare till Ulysses S. Grant som lämnade republikanerna inför 1872 års presidentval. De sista åren i senaten representerade Fenton Liberalrepublikanska partiet.